# Leonardo Bruni

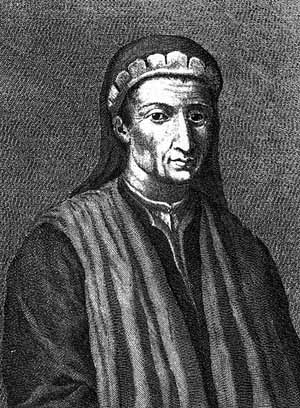
Leonardo Bruni

Leonardo Bruni, född 1374 i Arezzo, död 9 mars 1444 i Florens, var en ledande humanist, historiker och kansler av Florens. Han har kallats den förste moderna historikern.
Leonardo Bruni var den främste eleven till Coluccio Salutati och efterträdde denne som kansler 1410. Brunis tid som kansler var inte lika farofylld som den varit några år dessförinnan, men präglades ändå av seglivade krig. Hans period var mindre upphöjd än hans föregångare, då först familjen Albazzi och sedan Medici dominerade Florens. Han efterträddes av Carlo Marsuppini.
Det främsta alstret av Bruni är "Historiarium Florentinarum Libri XII" (Det florentinska folkets historia), som har kallats det första moderna historieverket. Bruni var den förste att strukturera historien med treperiodsystemet: antiken, medeltiden, och modern tid. Termen "medeltid" myntades dock av Flavio Biondo. Indelningen skiljer sig årtalsmässigt från nutida men den begreppsliga grunden för epokindelning används ännu och är ett verk av hans hand. Fastän det troligen inte var Brunis intention, har treperiodssystemt kallats en sekulär historieskrivning, vilket är ytterligare ett skäl till benämningen "modern historia".
Man kan finna spår av Petrarca i periodsystemet. Petrarca hade en generation tidigare skrivit om Den mörka tiden, som innefattade tiden från Romarrikets fall till hans egen tid. Det var Bruni och hans samtida som menade att de lämnat den mörka tiden bakom sig, och logiskt följde att kalla mellanperioden "medeltiden" (i betydelsen "mittentiden").
Leonardo Bruni verkar även ha myntad uttrycket studia humanitatis, i betydelsen att studera det genuint mänskliga i motsats till teologi och metafysik. Detta uttryck ligger till grund för termen humanist.
I egenskap av humanist var Bruni livligt upptagen med att översätta verk av Platon och Aristoteles. Han använde Tacitus Historiae för att ge tyngd åt sina republikanska idéer där han verkade för att de romerska historikerna skulle beaktas av renässansens politiska tänkare.
Han har även författat biografier över Dante och Petrarca, samt Cicero och Aristotles.